# 恩格尔施塔特
恩格尔施塔特是德国莱茵兰-普法尔茨州的一个市镇。总面积7.76平方公里，总人口749人，其中男性350人，女性399人（2011年12月31日），人口密度97人/平方公里。